# Bílá paní (film)
Bílá paní je černobílý film režiséra Zdeňka Podskalského z roku 1965. Jeho námětem se stala povídka Karla Michala Jak Pupenec k štěstí přišel ze sbírky Bubáci pro všední den (1961). Vypráví o bílé paní z hradu u vesnice Komonice, která začala vystupovat z obrazu, aby napravila nedostatky hospodářství a společnosti 60. let 20. století. Kvůli své satirické kritice bylo během normalizace zakázáno film promítat. Postavu bílé paní zde ztvárnila česká herečka Irena Kačírková. Film byl natočen ve městě Blatná na Strakonicku a na blatenském zámku.

## Děj
Ve vesničce Komonice, kde se čas jakoby zastavil v 50. letech, se jednoho dne stane něco nevídaného. Místní uklízečka Blažková si postěžuje obrazu Bílé paní Perchty na nedostatek vody ve své chalupě. Ta jí zázračně splní přání a zařídí jí vodovod. Zpráva o tomto zázraku se rychle šíří a brzy se o něj začnou zajímat místní papaláši, předseda a tajemník MNV. Oba se snaží využít situaci ve svůj prospěch a soupeří o to, kdo bude mít z přízně Bílé paní větší užitek. Jejich intriky a vzájemné obviňování z líbivosti vůči občanům přilákají pozornost vyšších míst a do Komonic přijíždí komise z ministerstva, aby celou záležitost prošetřila.
Mezitím Perchta pokračuje ve svém dobročinném díle a plní přání vesničanů. Její zázraky však přitahují pozornost i vyšších míst a do Komonic přijíždí komise z ministerstva, aby celou záležitost prošetřila. Kastelán Jindřich Pupenec, který jako jediný viděl zázrak na vlastní oči, se stává terčem posměchu a nedůvěry. Snaží se marně přesvědčit ostatní o pravosti událostí, ale nikdo mu nevěří.
Situace se dále komplikuje, když tajemník MNV, v rámci svého soupeření s předsedou, nastraží na hrad falešnou Bílou paní - servírku Andulu v kostýmu. Komise je však svědkem skutečného vystoupení Perchty z obrazu. Znepokojeni tím, že by nedostatky v jejich práci mohly být řešeny zázraky, se rozhodnou obraz Bílé paní odvézt do depozitáře v Praze. Tím se zastaví i stavba nového mostu přes řeku, který měla Perchta pomoci vybudovat.
Vesničané, kteří se těšili na nový most, jsou zklamáni. Místo aby se však bouřili, přijímají situaci s typicky českým humorem a rezignací. Jejich heslem se stává "Drž hubu a plav" a místo mostu využívají k překonání řeky vlastní plavecké schopnosti. Slavnostní otevření mostu se koná i přes jeho absenci, což vede k absurdní scéně, kdy dav lidí pochoduje do řeky v domnění, že kráčí po novém mostě.
Bílá paní se však nedá spoutat. Projde zdmi depozitáře, kde byl obraz uschován, a symbolicky míří na Pražský hrad, sídlo státní moci. Film tak končí s otevřeným koncem, který ponechává divákovi prostor pro vlastní interpretaci.

## Obsazení
| Vlastimil Brodský  | kastelán Jindřich Pupenec                                                  |
| Rudolf Hrušínský   | předseda MNV František                                                     |
| Miloš Kopecký      | tajemník MNV                                                               |
| Irena Kačírková    | Perchta z Borštejna zvaná Bílá paní komonická                              |
| Jiřina Bohdalová   | servírka Andula                                                            |
| Josef Bek          | pracovník zvláštního oddělení Ministerstva školství a kultury Alois Kudrna |
| Čestmír Řanda      | referent Dr. Tomeček                                                       |
| Václav Voska       | psychiatr MUDr. Boukal                                                     |
| Vlasta Chramostová | Anežka, Pupencova žena                                                     |
| Vladimír Hlavatý   | řídící učitel                                                              |
| Ilja Prachař       | Pepík, přednosta úřadu na ministerstvu                                     |
| Darja Hajská       | výměnkářka Blažková, uklízečka na hradě                                    |
| Václav Trégl       | Blažek, manžel uklízečky                                                   |
| Zdeněk Řehoř       | farář Vaněček                                                              |
| Vladimír Menšík    | okrskář, rotný VB                                                          |
| Josef Vošalík      | převozník děda Rejsek                                                      |
| Alois Dvorský      | děda                                                                       |
| Helena Růžičková   | drůbežářka                                                                 |

## Zajímavosti
- Až do dubna 1973, kdy byl stažen z distribuce, vidělo film v českých kinech v rámci 7 821 představení celkem 1 434 549 diváků.[2]